# Martin Vunk
Martin Vunk (Tartu, 21 agosto 1984) è un calciatore estone, centrocampista del Syrianska Södertälje e della Nazionale estone.